# Titus Herminius Aquilinus

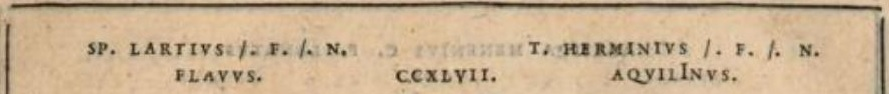
Vermelding van Titus Herminius Aquilinus in de Fasti Consulares.

Titus Herminius Aquilinus was een Romeins politicus en militair.
Titus Herminius Aquilinus begon zijn carrière in 508 v.Chr. als tribunus militum, toen hij zijn faam verwierf als een van de verdedigers van de Pons Sublicius (zie ook: Horatius Cocles) tegen het vijandige leger van de Etruskische koning Lars Porsenna en de voormalige koning van Rome, Lucius Tarquinius Superbus. Hij werd samen met zijn collega Spurius Lartius Rufus als gezant uitgestuurd om graan te gaan halen om de door de belegering van Porsenna ontstane hongersnood in Rome te ledigen.
Hij werd in 506 v.Chr. voor de eerste keer verkozen tot consul, samen met Spurius Lartius Rufus, een van zijn medestrijders in de strijd om de brug.
Tien jaren later (496 v.Chr., hoewel ook 499 v.Chr. als datum wordt opgegeven) streed hij als legatus onder Aulus Postumius Albus Regillensis met heldenmoed tegen de Latijnen in de Slag bij het Meer van Regillus en doodde de vijandelijke veldheer Octavius Mamilius, doch sneuvelde ten slotte zelf.